# 冨士神社のミツバツツジ自生地
冨士神社のミツバツツジ自生地（ふじじんじゃのミツバツツジじせいち）は、豊川市萩町に位置する、市指定天然記念物である。

## 概要
豊川市萩町神田 には、多くのコバノミツバツツジが群生している。この区域は冨士神社及び庚申寺の社叢とされており、古くから講仲間の手により管理されてきた。「萩音頭」（作詞：吉ノ田こいと、作曲：蓮見誠）には、「冨士社御山（みやま）はつつじの名所」と唄われている。
1991年（平成3年）7月26日、音羽町（当時）の指定文化財（天然記念物）に指定された。指定面積は約9,300m2。自生しているコバノミツバツツジの総数は約3千本。

## 周辺の寺社
冨士神社
祭神は木花咲耶姫命。萩町下森前に建つ下賀茂神社の境内社として祀られていたが、1632年（寛永9年）、現在地に社殿を建立した。1890年（明治23年）に下賀茂神社から独立した。
善住禅寺
臨済宗妙心寺派の寺院。本尊は釈迦牟尼仏。境内に生える山桃は、市指定文化財（天然記念物：1977年3月1日指定）。観音堂には、同じく市指定文化財である馬頭観音像が祀られている。

## ミツバツツジまつり
1994年（平成6年）以来、開花の時期（4月上旬から中旬）に合わせて「ミツバツツジまつり」 が開催されている。期間中は土産の販売や野点が行われるほか、地域住民有志によるよさこいソーランが披露される。

## 交通
- 名古屋鉄道名鉄名古屋本線：名電赤坂駅下車、徒歩50分。
- 豊川市コミュニティバス：倉バス停下車、徒歩10分。
- 東名高速道路：音羽蒲郡インターチェンジから車で10分。

## 註
1. ↑  「神田」は「じんでん」と読む。音羽地区住所表示一覧、5頁。
2. 1 2 3  豊川市内の指定・登録文化財一覧
3. ↑  『音羽町史（自然）』、256頁。
4. ↑  『音羽町誌』、549-550頁。
5. ↑  『音羽町誌』、554頁。
6. ↑  「豊川市内の主な祭り、イベント一覧」（豊川市商工観光課） には、「コバノミツバツツジまつり」とある。